# Укэмоти-но ками
Укэмоти-но ками (яп. 保食神, うけもちのかみ) — богиня пищи, из японской мифологии. В синтоизме — ками. Когда Цукуёми посетил Укэмоти-но ками, она решила угостить его едой. Повернув лицо к океану, она выплюнула рыбу, затем, повернув лицо к лесу, она изо рта изрыгнула щедрую дичь, наконец, повернув лицо к рисовым полям, она откашляла миску риса. Это показалось Цукиёми противным и отвратительным, и он убил Укэмоти, но даже её мертвое тело давало пищу: прорастали просо, рис и бобы. Её брови стали шелкопрядом. Аматэрасу, узнав об убийстве богини Укэмоти-но ками, разгневалась и прогнала Цукиёми подальше от себя в другой дворец. С тех пор солнце и луна оказались разделены: солнце светит днём, а луна — ночью.
По Кодзики Укэмоти-но ками упоминается под именем Оо-гэцу-химэ-но ками (Дева-Богиня Великой Пищи). После рождения парой Идзанаги и Идзанами бога Амэ-но торифунэ (Небесная Птица-Лодка), они родили Оо-гэцу-химэ-но ками. По Кодзики Укэмоти-но ками под именем Оо-гэцу-химэ-но ками участвует в эпизоде носящем характер культурного мифа, посещённого появлению шелковичных червей и злаков, вошедших затем в обиход людей. 
По Нихон сёки богиня Укэмоти-но ками, по имени и функциям тождественна божеству Ука-но митама. По Нихон сёки Амэтерасу уже знала о существовании на земле богини Укэмоти-но ками и отправила на землю разузнать о ней Цукуёми-но ками. Аматэрасу, уже пребывая на Небе, изрекла: «Слышала я, что в Срединной Стране Тростниковой Равнины есть божество по имени Укэмоти-но ками. Ты, Цукуёми-но ками, отправляйся туда и разузнай».  
В некоторых легендах Укэмоти-но ками также является женой Инари (мужской ипостаси), а в других — самой Инари.
В более поздних версиях мифа Укэмоти была убита Сусаноо.